# NGC 155
NGC 155 es una galaxia lenticular localizada en la constelación de Cetus. Fue descubierta el 1 de septiembre de 1886 por Lewis A. Swift. 